# فيكس روميناليس
كانت شجرة فيكس روميناليس شجرة تين برية لها دلالة دينية وأسطورية في روما القديمة. كانت قائمة قريبًا من كهف صغير يدعى كهف لوبريكال على سفح هضبة بالاتين وكان المكان الذي هبط فيه المهد المؤقت العائم لرومولوس وريموس على ضفاف التيبر. وهناك غذّتهما ذئبة أنثى إلى أن اكتشفهما فاوستولوس. كانت الشجرة مقدسة من أجل رومينا، وهي إلهة من إلهات الولادة والطفولة، كانت تحمي الرضاعة لدى البشر والحيوانات. ذكر القديس أوغسطين في مؤلفاته جوبيتر رومينوس.

## الاسم
يعتَقد أن شجرة التين البرية هي الذكر، وهي المقابلة البرية للتين المزروع، الذي كان أنثى. في المصادر الرومانية، يسمى التين البري كابريفيكس، وترجمتها الحرفية «تين الماعز». ثمرة شجرة التين متدلية، وتنضح الشجرة عصارة حليبية إذا قُطعت. رومينا وروميناليس (وهي نسبة إلى رومينا) ربطهما بعض الرومان بروميس أو روما، أي «حلمة، ثدي» ولكن اللغويين المعاصرين يعتقدون أنهما أقرب لأن تكونا مرتبطتين باسمي روما ورومولوس، اللذين ربما كانا مشتقّين من رومن، ولعلها كانت تدل على «النهر» أو كانت اسمًا قديمًا لنهر التيبر.

## الأسطورة
ترتبط الشجرة بأسطورة رومولوس وريموس، وهي قائمة في المكان الذي هبط فيه مهدهما على ضفاف التيبر، بعد أن تُرِكا. قدمت الشجرة للطفلين الظلّ والمأوى حين كانت ترضعهما ذئبة أنثى، قريبًا من كهف لوبريكال، إلى أن اكتشفهما ورباهما الراعي فاوستولوس وامرأته أكا لارينتيا. في النهاية قتل رومولوس ريموس، الذي ذهب ليجد روما على هضبة بالنتين فوق الكهف.

## التاريخ
يفترض أن تمثالًا للذئبة كان قائمًا قرب شجرة فيكس روميناليس. في عام 296 قبل الميلاد، أقام القاضيان رفيعا المقام غنايوس وكوينتوس أوغولنيوس تمثالين لرومولوس وريموس يصورانهما طفلين يرضعان تحت ثديي تمثال الذئبة. وربما كانت مجموعة المنحوتات هذه هي الممثلة على القطع النقدية.
يقول المؤرخ الأغسطي ليفي إن الشجرة كانت قائمة في عصره، ولكن معاصره الأصغر أوفيد لم يجد إلا «آثارًا»، ربما أصل الشجرة وحده. يبدو أن فقرة مشكلةَ النصّ عند المؤرخ بليني تشير إلى أن الشجرة نقلها الأوغور أتوس نافيوس إلى الكوميتيوم وزرعها هناك بمعجزة. ولكن شجرة التين هذه كانت فيكس نافيا، هكذا سماها الأوغور. يشير تاسيتس إلى فيكس نافيا باسم أربور روميناليس، وهي مطابقة توحي بأنها حلت محل فيكس روميناليس الأصلية، إما رمزيًّا بعد موت الشجرة الكبيرة، أو حرفيًّا، بأن تكون زُرِعت مكان فرع من فروعها. نمت فيكس نافيا من بقعة كانت مصعوقة بالبرق ومن هنا اعتُبرت مقدسة. ربما كانت إشارة بليني الغامضة إلى تمثال أتوس نافيوس مقابل كيوريا هوستيليا، حيث يقف مع حلزونه البوقي وقفة تربط فيكس نافيا والتمثيل المرافق للذئبة بشجرة فيكس روميناليس، «كما لو أن» الشجرة عبرت من مكان إلى آخر. عندما ذبلت فيكس نافيا، اعتُبر هذا فأل سوء على روما. واستبدلوا بها شجرة أخرى بعد موتها. في عام 58 بعد الميلاد، ذبلت، ثم عادت إلى الحياة ونمت منها براعم جديدة.
في آثار الكوميتيوم، وُجدت عدة قضبان غير منتظمة على حصيرة من الصخور في صفوف، تعود إلى المراحل الجمهورية من المكان، وربما كانت ثقوبًا لحفظ الأشجار المقدسة في فترات تجديد البناء. أشار بليني إلى أشجار مقدسة أخرى في المنتدى الروماني، منهما شجرتا تين أخريان، أُزيلت إحداهما بعد قدر كبير من الجدل الطقوسي، لأن جذورها قوّضت تمثال سيلفانوس. يصور نقش بارز على ألواح تراجان مارسياس الساتير، الذي قام تمثاله في الكوميتيوم، قرب شجرة تين كانت موضوعة على قاعدة، كما لو كانت تمثالًا هي أيضًا. من غير الواضح ما إذا كان هذا التمثيل يعني إمكان إحلال الأشجار المصنوعة أو التصويرية محل الأشجار المقدسة. في زمن أغسطس كانت الثقوب مغطّاة بالطرق والمباني، وهو ما قد يفسر البقايا التي ذكرها أوفيد.